# ジェイムズ・オコナー (モンタナ州の政治家)
ジェイムズ・フランシス・オコナー(英語: James Francis O'Connor, 1878年5月7日 - 1945年1月15日)は、アメリカ合衆国・モンタナ州の政治家、弁護士、民主党員。

## 経歴・人物
オコナーはアイオワ州ハリソン郡カリフォルニアジャンクション近郊の農場で生まれた。アイオワの師範学校を経て、1904年にネブラスカ大学リンカーン校法学部を卒業し、弁護士資格を取得した。翌年にはモンタナ州パーク郡リビングストンを拠点に弁護士活動を始め、畜産業や銀行業にも手を出した。
モンタナ州第6司法地区の裁判官を務めた後、1917年からモンタナ州下院議員に就任し、任期初年度ながら下院議長も務めた。
オコナーは連邦下院議員を目指し、モンタナ州第2選挙区から三度(1922年、1932年、1934年)に渡って出馬したが、いずれも民主党予備選挙の段階で敗れた。1936年、民主党現職のロイ・エルマー・エアーズ(MT-2)がモンタナ州知事選挙への挑戦を表明。オコナーは民主党の指名を勝ち取り、共和党のT・S・ストックダルらを破って初当選を果たした。
５期目の任期が始まって12日後の1945年1月15日、オコナーはワシントンD.C.の自宅で亡くなった。